# Ruiny kościoła ewangelickiego w Grodźcu
Ruiny kościoła ewangelickiego w Grodźcu – ruiny ewangelickiego kościoła parafialnego w Grodźcu, w województwie wielkopolskim.

## Historia
Pierwsi ewangeliccy osadnicy zamieszkali w Grodźcu w latach 70. XVIII wieku na zaproszenie właściciela dóbr, Józefa Wężyka. Parafia ewangelicka w Grodźcu powstała w styczniu 1797 roku.
W 1803 roku w Grodźcu wybudowano kościół parafialny pod wezwaniem św. Piotra i Pawła, przy kościele powstała także drewniana pastorówka, dom kantora oraz zabudowania gospodarcze. Decyzję o wybudowaniu nowej świątyni podjęto w 1834 roku.
Kamień węgielny pod budowę nowego kościoła wmurowano 9 sierpnia 1846 roku z udziałem Augusta von Modla, superintendenta diecezji kaliskiej. Pierwsze nabożeństwo w kościele odbyło się w Święto Zesłania Ducha Świętego w 1852 roku. Budowę kościoła zakńczono w 1866 roku. W miejscu starego kościoła wybudowano także nową pastorówkę i dom kantora.
Kościół został zniszczony w kwietniu 2000 roku przez pożar, który wybuchł najprawdopodobniej w wyniku podpalenia. W wyniku pożaru zapadł się dach oraz zawaliła się wieża świątyni.
W 2020 roku teren kościoła został uporządkowany przez wolontariuszy w ramach pojektu „Pamiętamy o wielokulturowym Grodźcu”. Przy kościele dalej istnieje pastorówka, pozostaje ona jednak opuszczona.
Kościół został wpisany do gminnej ewidencji zabytków.